# Unione nazionale combattenti della Repubblica sociale italiana
L'Unione nazionale combattenti della Repubblica Sociale Italiana (UNCRSI) è un'associazione fondata dai partecipanti (militari e ausiliarie) alla Repubblica Sociale Italiana nella seconda guerra mondiale.

## Storia
Trae le sue origini dalla Federazione nazionale combattenti della Repubblica Sociale Italiana (FNCRSI) fondata nel 1949 (presidente dal 1951 Rodolfo Graziani e dal 1959 Giorgio Pini). A seguito di essa nacquero numerose altre associazioni di arma legate alla RSI.

### La fondazione dell'UNCRSI e la spaccatura nei ranghi della Federazione
Nel 1962, volendosi rendere autonoma da diatribe partitiche, nasce l'Unione nazionale combattenti della Repubblica sociale italiana. La prima riunione fu presieduta dal generale Mario Carloni, già comandante della 4ª Divisione alpina "Monterosa" della RSI. Il 19 maggio 1962 a Roma fu ufficialmente costituita l'Unione e presidente onorario “ad memoriam” fu nominato il maresciallo d'Italia Rodolfo Graziani. Il primo presidente fu il colonnello Bruno Gemelli, con vicepresidenti: Alessandro Scala e Vincenzo Costa. Rapidamente l'Unione ottenne l'adesione di molte associazioni sparse sul territorio a cui seguì, dopo l'ufficiale costituzione dell'UNCRSI, l'adesione di Junio Valerio Borghese sino ad allora presidente della Federazione nazionale combattenti della RSI. 
Borghese e gli iscritti a lui favorevoli intesero l'atto come uno scioglimento della FNCRSI. 
In realtà, l'associazione si spaccò di fatto in due componenti: una fedele a Borghese che entrò nella neonata UNCRSI ed una, più marcatamente legata ad orientamenti repubblicani e socialisti nazionali, che mantenne la denominazione di Federazione nazionale combattenti della RSI ponendo nuovamente Giorgio Pini alla presidenza e, successivamente, Amilcare Farina. Nel corso degli anni, quest'ultima si è caratterizzata per posizioni fortemente antiatlantiste e più incentrate sull'attualizzazione politica del Manifesto di Verona rispetto all'UNCRSI che si organizzò, invece, come associazione prettamente combattentistica. Parallelamente, sul piano politico la FNCRSI fu molto vicina al Raggruppamento Sociale Repubblicano e poi all'extraparlamentarismo, laddove l'UNCRSI mantenne sempre rapporti istituzionali con il Movimento Sociale Italiano.
Il primo Congresso Nazionale dell'UNCRSI si svolse tra il 29 e 30 giugno 1963 a Roma, ma alla prima direzione nazionale si dimise il presidente Gemelli così fu nominato terzo vicepresidente con funzioni di vicario il colonnello Aurelio Languasco. Il 18 dicembre 1963 Languasco fu eletto presidente.
Per lunghi anni, presidente dell'UNCRSI è stato Cesco Giulio Baghino. Dal 2003 al 2012 ne è stato presidente l'ex senatore Ajmone Finestra.. A lui sono succeduti combattenti della RSI e dell'esercito germanico quali Cesare Biglia, Dario Buzzi del btg. Montebello,  Giuseppe Vassalli SS italiane e per ultimo il reduce della Legione Autonoma Muti Armando Santoro, deceduto nel gennaio 2019.
Pubblica un periodico: Nuova Continuità Ideale.